# Santa María Citendeje
Santa María Citendeje är en ort i Mexiko, tillhörande kommunen Jocotitlán i den nordvästra delen av delstaten Mexiko. Orten hade 6 136 invånare vid folkräkningen 2010 och var kommunens näst största samhälle.